# 北都ベンチャーキャピタル
株式会社北都ベンチャーキャピタル（ほくとベンチャーキャピタル）は、秋田市に本社を置く、北都銀行の孫会社（北都銀行の連結子会社である、北都総研の完全子会社）であった。

## 概要
北都銀行グループにおける、ベンチャーキャピタル業務を行う企業として、北都総研（北都銀行の連結子会社）の完全子会社として設立された。
しかし、フィデアホールディングス傘下のグループ企業の再編対象になり、両行系列の当該業務を一本化することになったため、当社が解散し、荘銀ベンチャーキャピタル（本社・山形市）がフィデアベンチャーキャピタル（現在のフィデアキャピタル）に改称した上で、継承する形となった。

## 沿革
- 2005年（平成17年）10月5日 - 北都総研株式会社の完全子会社として、設立。
- 2010年（平成22年）5月31日 - 会社解散。荘銀ベンチャーキャピタルへ獲得案件を委譲。